# Toro Rosso STR7
De Toro Rosso STR7 is een Formule 1-auto, die in 2012 wordt gebruikt door het Formule 1-team van Toro Rosso.

## Onthulling
De STR7 werd op 6 februari 2012 onthuld op het Circuito Permanente de Jerez. De auto wordt bestuurd door Daniel Ricciardo en Jean-Éric Vergne.

## Technisch
| Details   | Details                  |
| --------- | ------------------------ |
| Ontwerper | Giorgio Ascanelli        |
| Motor     | Ferrari 2400 cc V8 (90°) |
| Gewicht   | 640 kg                   |
| Brandstof | Shell V-Power            |
| Banden    | Pirelli                  |

## Resultaten
| Kleur  | Resultaat                              |
| ------ | -------------------------------------- |
| Goud   | Winnaar                                |
| Zilver | Tweede plaats                          |
| Brons  | Derde plaats                           |
| Groen  | Gefinisht (punten behaald)             |
| Blauw  | Gefinisht (geen punten behaald)        |
| Blauw  | Niet geklasseerd (NC)                  |
| Paars  | Uitgevallen (DNF)                      |
| Rood   | Niet gekwalificeerd (DNQ)              |
| Zwart  | Gediskwalificeerd (DSQ)                |
| Wit    | Niet gestart (DNS)                     |
| Blanco | Gewond (INJ)                           |
| Blanco | Uitgesloten (EX)                       |
| Blanco | Teruggetrokken (WD) / Niet deelgenomen |
| P      | Poleposition                           |
| S      | Snelste ronde                          |

(vetgedrukte resultaten zijn pole position en schuin gedrukte resultaten zijn snelste rondes)
| Jaar | Chassis | Motor              | Banden | Coureurs         | 1   | 2   | 3   | 4   | 5   | 6   | 7   | 8   | 9   | 10  | 11  | 12  | 13  | 14  | 15  | 16  | 17  | 18  | 19  | 20  | Punten | WK-plaats |
| ---- | ------- | ------------------ | ------ | ---------------- | --- | --- | --- | --- | --- | --- | --- | --- | --- | --- | --- | --- | --- | --- | --- | --- | --- | --- | --- | --- | ------ | --------- |
| 2012 | STR7    | Ferrari 056 2.4 V8 | P      |                  | AUS | MAL | CHN | BHR | ESP | MON | CAN | EUR | GBR | GER | HUN | BEL | ITA | SIN | JPN | KOR | IND | ABU | USA | BRA | 26     | 9e        |
| 2012 | STR7    | Ferrari 056 2.4 V8 | P      | Daniel Ricciardo | 9   | 12  | 17  | 15  | 13  | DNF | 14  | 11  | 13  | 13  | 15  | 9   | 12  | 9   | 10  | 9   | 13  | 10  | 12  | 13  | 26     | 9e        |
| 2012 | STR7    | Ferrari 056 2.4 V8 | P      | Jean-Éric Vergne | 11  | 8   | 16  | 14  | 12  | 12  | 15  | DNF | 14  | 14  | 16  | 8   | DNF | DNF | 13  | 8   | 15  | 12  | DNF | 8   | 26     | 9e        |

Red Bull RB8 ·
McLaren MP4-27 ·
Ferrari F2012 ·
Mercedes F1 W03 ·
Lotus E20 ·
Force India VJM05 ·
Sauber C31 ·
Toro Rosso STR7 ·
Williams FW34 ·
Caterham CT01 ·
HRT F112 ·
Marussia MR01